# Justizvollzugsanstalt Rheinbach
Die Justizvollzugsanstalt Rheinbach liegt am Stadtrand von Rheinbach in Nordrhein-Westfalen und ist dem Landgericht Bonn zugeordnet.

## Geschichte
Im Jahr 1914 wurde die JVA als Zuchthaus eingeweiht. Damals konnten bis zu 714 Gefangene untergebracht werden. In den 1950er und 60er Jahren kam es zu einer Belegung von bis zu 850 Gefangenen. Im Jahr 1969 brachte die Strafrechtsreform eine Umwandlung zur JVA, damit ging eine deutliche Reduzierung der Belegungszahlen einher.
Am 3. Oktober 1990 kam es zu einer vier Tage anhaltenden Meuterei der Gefangenen. 142 Insassen forderten eine Amnestie, wie sie im Rahmen der Wiedervereinigung in Gefängnissen der ehemaligen DDR gewährt worden war; 100 davon besetzten das Dach der Anstalt.
Von 2003 bis 2005 wurde die JVA modernisiert und um 50 Haftplätze erweitert. Seit November 2015 verfügt die JVA Rheinbach über eine Abteilung für den Vollzug der Freiheitsstrafe an lebensälteren Gefangenen. Auf der Abteilung können Gefangene, die das 60. Lebensjahr vollendet haben, untergebracht werden.
Die Ausgestaltung, Behandlung und Betreuung ist speziell auf die Bedürfnisse Lebensälterer zugeschnitten. Neben einer altersgerechten und barrierefreien Unterbringung werden auch altersgerechte Sport- und Freizeitmöglichkeiten angeboten. Darüber hinaus wird bei der sozialen Betreuung auf spezielle Fragestellungen und Problemlagen lebensälterer Inhaftierter, wie z. B. Rentenbeantragung oder Unterbringung nach der Entlassung, eingegangen. Die Abteilung bietet Platz für bis zu 16 Gefangene.
Der Vollzug des Landes Nordrhein-Westfalen verfügt damit über zwei Abteilungen für lebensältere Inhaftierte im geschlossenen Vollzug. Bereits im Jahr 2007 wurde in der Justizvollzugsanstalt Detmold eine Abteilung mit 22 Haftplätzen eingerichtet. Mit der Einrichtung einer Abteilung für Lebensältere in der Justizvollzugsanstalt Rheinbach erweitert Nordrhein-Westfalen das Vollzugsangebot im südlichen Teil des Landes.

## Zuständigkeit
Die JVA Rheinbach ist zuständig für die Vollstreckung von:
- Freiheitsstrafe (Erstvollzug) von drei Monaten bis zwei Jahre
- Freiheitsstrafe von mehr als zwei Jahren entsprechend dem Ergebnis des Einweisungsverfahrens
- Freiheitsstrafe von mehr als 24 Monaten an Ausländern[4]

Die Zuständigkeiten der Justizvollzugsanstalten in Nordrhein-Westfalen sind im Vollstreckungsplan des Landes NRW geregelt (AV d. JM v. 16. September 2003 – 4431 – IV B. 28 -).

## Bekannte Insassen
- Anton Dumm
- Christel Guillaume
- Günter Guillaume
- Giwar Hajabi, bekannt als Rapper Xatar
- Joachim Kroll
- Alfred Lecki
- Karl-Heinz Meys, vormaliger Geschäftsführer der Rhein-Sieg-Abfallwirtschaftsgesellschaft (RSAG)[3]
- Axel Reitz
- Hans-Jürgen Rösner
- Gustav Sorge
- Thomas Wolf
- Dieter Zurwehme